# Vopiscus
Vopiscus was oorspronkelijk een praenomen dat betekent: "de overlevende van een tweeling". Later werd het ook gebruikt als cognomen.

## Antieke bronnen
- Plinius maior, Naturalis Historia VII 8.10
- Solin, 1.
- Valerius Maximus, Epit. De Nominum Rations. (Torrenius ed., pp. 878, 879).

## Bibliografische referentie
- W. Smith, art. Vopiscus, in W. Smith (ed.), A dictionary of Greek and Roman biography and mythology, III, Londen, 1870, p. 1282.